# Nyctimystes brevipalmatus
Espèce
Synonymes
- Litoria brevipalmata Tyler, Martin & Watson, 1972

Statut de conservation UICN

 EN B2ab(iii,iv,v) : En danger
Nyctimystes brevipalmatus est une espèce d'amphibiens de la famille des Pelodryadidae.

## Répartition

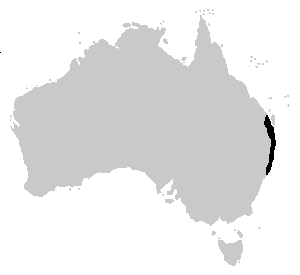
Distribution

Cette espèce est endémique d'Australie. Elle se rencontre de la forêt d'État de Cordalba dans le sud-est du Queensland jusqu'à Ourimbah à environ 80 km au Nord de Sydney en Nouvelle-Galles du Sud entre le niveau de la mer et 150 m d'altitude. La zone d'occupation est inférieure à 500 km2 étendue sur 72 500 km2.

## Description
Le mâle holotype mesure 41,0 mm et les femelles de 45,2 à 47,4 mm.

## Publication originale
- Tyler, Martin & Watson, 1972 : A new species of hylid frog from New South Wales. Proceedings of the Linnean Society of New South Wales, vol. 97, p. 82-86 (texte intégral).